# Mica (Cluj)
Mica es una comuna de Rumania, en el distrito de Cluj. Su población en el censo de 2002 era de 3.854 habitantes.
- Datos: Q16426220
- Multimedia: Mica, Cluj / Q16426220

1. ↑  Worldpostalcodes.org,código postal n.º 407395.